# Освалд фон Волкенщайн
Освалд фон Волкенщайн (на немски: Oswald von Wolkenstein; * ок. 1377, вер. в замък Шьонек, Пустертал, Южен Тирол; † 2 август 1445, Хауенщайн, Меран) е австрийски благородник от род Волкенщайн в Тирол, минезингер, певец, поет и композитор, политик и дипломат на служба при император Сигизмунд Люксембургски и на Гьорцските Майнхардини.

## Произход
Родът фон Волкенщайн е странична линия на господарите Виландерс. Той е вторият син от трите сина на Фридрих фон Волкенщайн († 1401) и съпругата му Катарина фон Виландерс, наследничка на Тростбург, дъщеря на Екехарт II фон Филандерс-Тростбург († 1385) и Кванра фон Кастелноф. Внук е на Конрад фон Волкенщайн († 1373/ок. 1386) и Урсула фон Ена. Правнук е на Рандолд фон Виландерс († 1319) и Доротея фон Ротенбург. Брат е на Михаел фон Волкенщайн († 1446) и Линхард фон Волкенщайн († 1430/1434) и на четири сестри.
През 1564 г. родът става фрайхер и през 1628 г. имперски граф.

## Фамилия
Първи брак: с Анна фон Хоенемс. Те имат шест деца:
- Файт фон Волкенщайн, женен за Барбара фон Вайнек
- Мария фон Волкенщайн († сл. 1472)
- Георг фон Волкенщайн
- Лео фон Волкенщайн († сл. 1459)
- Готфрид фон Волкенщайн († сл. 1448)
- дъщеря

Втори брак: през 1417 г. с Маргарета фон Швангау († пр. 25 февруари 1448). Те имат трима сина:
- Освалд фон Волкенщайн-Роденег Млади († 1493/11 април 1495, Бриксен), женен пр. 13 октомври 1458 г. за Барбара Траутзон († 1495), дъщеря на Зигизмунд Траутзон, наследствен маршал на Тирол († 1450) и Клара фон Марьоч; имат 17 деца
- Фридрих фон Волкенщайн († сл. 1455)
- Михаел фон Волкенщайн

## Памет
- През 1998 г. астероид „(8316) Волкенщайн“ е наречен на него.